# Apollo 10 ½: Thời thơ ấu ở kỷ nguyên vũ trụ
Apollo 10½:  Thời thơ ấu ở kỷ nguyên vũ trụ (tên tiếng Anh: Apollo 10½: A Space Age Childhood) là bộ phim hoạt hình dành cho tuổi mới lớn thuộc thể loại hài chính kịch của Hoa Kỳ ra mắt năm 2022 lấy bối cảnh các sự kiện trước cuộc đổ bộ lên Mặt Trăng của con tàu Apollo 11, dựa trên thời thơ ấu của biên kịch, đạo diễn kiêm nhà sản xuất của bộ phim là Richard Linklater. Phim sẽ là hành trình theo chân một cậu học sinh lớp 4 sẽ trở thành người đầu tiên đặt chân lên Mặt Trăng với sự tham gia lồng tiếng của dàn diễn viên bao gồm Glen Powell, Jack Black, Zachary Levi và Josh Wiggins. Thước phim gia đình
Linklater, người đã từng có ý tưởng về bộ phim vào năm 2004, đã dự định sẽ tạo nên bộ phim với phiên bản người đóng nhưng sau đó đã quyết định thay đổi bộ phim đi theo lối ảnh hưởng của phong cách hoạt hình của Hoạt hình sáng Thứ Bảy (Saturday morning cartoons) bởi tính chất vui tươi của hoạt hình. Loại thước phim gia đình (Home movies) được hình thành tại vùng Houston, Texas vào thập niên 1960 cũng đã được nghiên cứu và đưa vào bộ phim. Quá trình quay phim chính của phim được bắt đầu vào tháng 2 năm 2020 tại hãng Troublemaker Studios của Robert Rodriguez ở Austin, Texas và chính thức đóng máy vào tháng 3 cùng năm. Một phần công đoạn của quá trình quay phim được thực hiện trước một màn phông xanh lớn tại Texas và phần còn lại được quay dưới dạng người đóng, được làm thành hoạt hình trong quá trình hậu kỳ bằng cách sử dụng các kỹ thuật tương tự như rotoscoping đã được sử dụng trong hai bộ phim Waking Life (2001) và A Scanner Darkly (2006).
Apollo 10½ được công chiếu tại sự kiện South by Southwest vào ngày 13 tháng 3 năm 2022 và được ra mắt tại các rạp chiếu chọn lọc vào ngày 24 tháng 3 năm 2022 trước khi phát hành chính thức trên nền tảng Netflix vào ngày 1 tháng 4 cùng năm. Phim đã nhận được nhiều bình luận tích cực và sự tán thưởng về phần kịch bản, hiệu ứng cũng như những cảm giác hoài niệm mà phim mang lại.

## Nội dung
Phim sẽ kể câu chuyện về cuộc hạ cánh đầu tiên lên Mặt Trăng vào mùa hè năm 1969 từ hai góc nhìn đan xen nhau. Nó ghi lại góc nhìn về khoảnh khắc chạm đến chiến thắng của những phi hành gia cũng như những người điều khiển sứ mệnh và của một cậu bé đầy hào hứng, đang sống gần NASA nhưng chủ yếu theo dõi mọi thứ qua TV nhưng hàng trăm triệu con người khác. Cuối cùng, bộ phim vừa sẽ tái hiện lại chính xác khoảnh khắc đặc biệt này trong lịch sử vừa sẽ là viễn cảnh tưởng tượng của một đứa trẻ về việc bị tách ra khỏi cuộc sống bình thường ở vùng ngoại ô để bí mật huấn luyện của nhiệm vụ bí mật đó là đặt chân lên Mặt Trăng.

## Lồng tiếng
- Milo Coy lồng tiếng vai Stanley lúc nhỏ[2]
- Jack Black lồng tiếng vai Stanley lúc trưởng thành[2]
- Glen Powell lồng tiếng vai Bostick, nhân viên chính thức của NASA[2]
- Zachary Levi lồng tiếng vai Kranz, nhân viên chính thức của NASA[2]
- Josh Wiggins lồng tiếng vai Steve
- Lee Eddy lồng tiếng vai Người mẹ
- Bill Wise lồng tiếng vai Người cha
- Natalie L'Amoreaux lồng tiếng vai Vicky
- Jessica Brynn Cohen lồng tiếng vai Jana
- Sam Chipman lồng tiếng vai Greg
- Danielle Guilbot lồng tiếng vai Stephanie

## Sản xuất
Richard Linklater đã có ý tưởng về bộ phim vào năm 2004. Vào tháng 2 năm 2018, đã có thông tin về việc  Richard Linklater mong muốn được chỉ đạo một bộ phim từ chính kịch bản do ông viết. Vào tháng 4, 2020,  Glen Powell, Jack Black,  Zachary Levi, Josh Wiggins, Milo Coy, Lee Eddy, Bill Wise, Natalie L'Amoreaux, Jessica Brynn Cohen, Sam Chipman và Danielle Guilbot được xác nhận sẽ tham gia vào dàn diễn viên lồng tiếng của phim, với Netflix sẽ là nhà phát hành của phim.
Ban đầu, Richard Linklater đã dự định sẽ tạo nên bộ phim với phiên bản người đóng nhưng sau đó đã quyết định thay đổi bộ phim đi theo lối ảnh hưởng của phong cách hoạt hình của Hoạt hình sáng Thứ Bảy (Saturday morning cartoons) bởi tính chất vui tươi của hoạt hình. Loại thước phim gia đình (Home movies) được hình thành tại vùng Houston, Texas vào thập niên 1960 cũng đã được nghiên cứu và đưa vào bộ phim.
Quá trình quay phim chính của phim được bắt đầu vào tháng 2 năm 2020 tại hãng Troublemaker Studios của Robert Rodriguez ở Austin, Texas và chính thức đóng máy vào tháng 3 cùng năm. Linklater đã dành phần lớn thời gian để chỉnh sửa bộ phim trong thời kỳ Đại dịch COVID-19.

### Bối cảnh
Bộ phim lấy bối cảnh tại Houston vào thập niên 1960, trong thời kỳ Chạy đua vào không gian.

### Quay phim
Một phần của quá trình quay phim được thực hiện tại màn phông xanh lớn nhất ở Texas, và tất cả các nhân vật không tương tác hoặc chạm vào đều được làm hoạt hình trong giai đoạn sản xuất hậu kỳ. Phần còn lại sẽ được quay dưới dạng người thật đóng nhưng sau đó cũng sẽ được làm hoạt hình hóa trong giai đoạn hậu kỳ bằng công nghệ tương tự như kỹ thuật rotoscoping đã được sử dụng trong các bộ phim của Linklater là Waking Life (2001) và A Scanner Darkly (2006). Ban đầu, phim đã bị Viện Hàn lâm Khoa học và Nghệ thuật Điện ảnh từ chối đề cử ở hạng mục Phim hoạt hình xuất sắc nhất do sử dụng phong cách hoạt hình quá cách điệu nhưng sau đó nhờ sự hỗ trợ của các đạo diễn cũng như những hoạt sĩ diễn hoạt đồng nghiệp, phim đã đảo ngược được tình thế.

## Phát hành
Apollo 10½:  Thời thơ ấu ở kỷ nguyên vũ trụ đã được công chiếu đồng thời là mở màn tại sự kiện phim ảnh South by Southwest năm 2022 vào ngày 13 tháng 3, 2022. Trong khi đó, quảng cáo chính thức của phim cũng được phát hành và thông báo ngày ra mắt của bộ phim sẽ là ngày 1 tháng 4 năm 2022 trên nền tảng Netflix. Ngoài ra, vào ngày 24 tháng 3, 2022, bộ phim cũng được phát hành tại một số rạp phim chọn lọc ở Hoa Kỳ.

## Tiếp nhận
Hệ thống tổng hợp kết quả đánh giá từ trang web Rotten Tomatoes đã đưa ra báo cáo rằng bộ phim đạt được 91% từ 142 nhận xét từ các nhà phê bình với những đánh giá tích cực, tương đương với mức đánh giá là 8/10. Các nhà phê bình đều đồng thuận cho rằng "Những hồi ức ngọt ngào từ Apollo 10½:  Thời thơ ấu ở kỷ nguyên vũ trụ cho thấy Richard Linklater đã sử dụng lại những hiệu ứng hình ảnh cũng như những nguyên liệu từ chủ đề một cách đầy cảm hứng và mang tính cá nhân sâu sắc." Trên Metacritic, bộ phim có được số điểm trung bình là 79 trên 100 từ 39 lời phê bình, cho thấy "các bài đánh giá nhìn chung là tích cực".
Apollo 10½ được xếp hạng 7 trong danh sách 10 phim năm 2022 của Cahiers du Cinéma.

### Tán thưởng
| Lễ trao giải                                      | Ngày tổ chức           | Hạng mục                     | Người nhận                                      | Kết quả   | Nguồn  |
| ------------------------------------------------- | ---------------------- | ---------------------------- | ----------------------------------------------- | --------- | ------ |
| Hiệp hội phê bình phim khu vực Washington D.C.    | Ngày 12 tháng 12, 2022 | Phim hoạt hình xuất sắc nhất | Apollo 10 1⁄2: Thời thơ ấu của kỷ nguyên vũ trụ | Đề cử     | [ 19 ] |
| Hiệp hội phê bình phim Chicago                    | Ngày 14 tháng 12, 2022 | Phim hoạt hình xuất sắc nhất | Apollo 10 1⁄2: Thời thơ ấu của kỷ nguyên vũ trụ | Đề cử     | [ 20 ] |
| Hiệp hội phê bình phim St. Louis Gateway          | Ngày 18 tháng 12, 2022 | Phim hoạt hình xuất sắc nhất | Apollo 10 1⁄2: Thời thơ ấu của kỷ nguyên vũ trụ | Đề cử     | [ 21 ] |
| Hiệp hội phê bình phim khu vực vịnh San Francisco | Ngày 9 tháng 1, 2023   | Phim hoạt hình xuất sắc nhất | Apollo 10 1⁄2: Thời thơ ấu của kỷ nguyên vũ trụ | Đề cử     | [ 22 ] |
| Hiệp hội phê bình phim Austin                     | Ngày 10 tháng 1, 2023  | Phim hoạt hình xuất sắc nhất | Apollo 10 1⁄2: Thời thơ ấu của kỷ nguyên vũ trụ | Đề cử     | [ 23 ] |
| Hiệp hội phê bình phim Austin                     | Ngày 10 tháng 1, 2023  | Phim vùng Austin hay nhất    | Apollo 10 1⁄2: Thời thơ ấu của kỷ nguyên vũ trụ | Đề cử     | [ 23 ] |
| Hiệp hội phê bình phim Georgia                    | Ngày 13 tháng 1, 2023  | Phim hoạt hình xuất sắc nhất | Apollo 10 1⁄2: Thời thơ ấu của kỷ nguyên vũ trụ | Đề cử     | [ 24 ] |
| Hiệp hội phê bình phim trực tuyến                 | Ngày 23 tháng 1, 2023  | Phim hoạt hình xuất sắc nhất | Apollo 10 1⁄2: Thời thơ ấu của kỷ nguyên vũ trụ | Đề cử     | [ 25 ] |
| Hiệp hội phê bình phim Houston                    | Ngày 18 tháng 2, 2023  | Phim hoạt hình xuất sắc nhất | Apollo 10 1⁄2: Thời thơ ấu của kỷ nguyên vũ trụ | Đề cử     | [ 26 ] |
| Hiệp hội phê bình phim Houston                    | Ngày 18 tháng 2, 2023  | Phim độc lập Texas hay nhất  | Apollo 10 1⁄2: Thời thơ ấu của kỷ nguyên vũ trụ | Đoạt giải | [ 26 ] |